# Favia pallida
Favia pallida är en korallart som först beskrevs av James Dwight Dana 1846.  Favia pallida ingår i släktet Favia och familjen Faviidae. IUCN kategoriserar arten globalt som livskraftig. Inga underarter finns listade i Catalogue of Life.